# Hobbs-Gletscher (Westantarktika)
Der Hobbs-Gletscher (in Chile Glaciar Brant) ist ein Gletscher an der Ostküste der westantarktischen James-Ross-Insel. Er fließt aus einem steilwandigen Bergkessel an der Nordwestseite des Hamilton Point in südöstlicher Richtung in den südlichen Teil der Markham Bay.
Entdeckt und erstmals kartiert wurde er durch Teilnehmer der Schwedischen Antarktisexpedition (1901–1903) unter der Leitung Otto Nordenskjölds. Nordenskjöld benannte den Gletscher nach dem US-amerikanischen Glaziologen William Herbert Hobbs (1864–1953). Namensgeber der chilenischen Benennung ist der Meeresbiologe Pedro Brant, ein Teilnehmer an der 1. Chilenischen Antarktisexpedition (1946–1947).